# Oneonta (Alabama)
Pour les articles homonymes, voir Oneonta.
Oneonta est une ville du comté de Blount, et le siège de ce comté, située dans l'État d'Alabama, aux États-Unis. Au recensement de 2000, sa population était de 5 576 habitants.

## Géographie
Oneonta est située à 33° 56′ 32″ N, 86° 28′ 44″ O.
Selon le Bureau du recensement des États-Unis, la ville a une superficie totale de 39,9 km², dont 0,2 km² d'eau, soit 0,50 % du total.

## Démographie
| 1900 | 1910 | 1920 | 1930  | 1940  | 1950  |
| ---- | ---- | ---- | ----- | ----- | ----- |
| 583  | 609  | 876  | 1 387 | 2 376 | 2 802 |

| 1960  | 1970  | 1980  | 1990  | 2000  | 2010  |
| ----- | ----- | ----- | ----- | ----- | ----- |
| 4 136 | 4 390 | 4 824 | 4 844 | 5 576 | 6 567 |

## Source
- (en) Cet article est partiellement ou en totalité issu de l’article de Wikipédia en anglais intitulé « Oneonta, Alabama » (voir la liste des auteurs).